# 希拉丽·罗斯
希拉丽·罗斯（英語：Hilary Rose，1971年7月9日—），英国女子曲棍球运动员。她曾代表英格兰参加1998年英联邦运动会曲棍球比赛，获得一枚银牌。她也曾参加1996年和2000年夏季奥运会。